# Босфорський університет
Босфо́рський університе́т (тур. Boğaziçi Üniversitesi) — вищий навчальний заклад Туреччини. Розташований на європейській стороні протоки Босфор у місті Стамбул. У 1863 нью-йоркським підприємцем Крістофером Робертом і американським місіонером Сайрусом Хемлін в Бебеці було засновано Роберт-Коледж як перший американський вищий навчальний заклад за межами США. У 1971 році коледж було перейменовано на Босфорський університет. Входить до європейської асоціації університетів «Утрехтська мережа» і асоціації середземноморських університетів. За версією Times Higher Education входить до переліку 200 найкращих університетів світу. Навчання проводиться англійською мовою.

## Факультети
Факультет мистецтв і наук
- Хімія
- Історія
- Математика
- Молекулярна біологія і генетика
- Філософія
- Фізика
- Психологія
- Соціологія
- Переклад та інтерпретація
- Турецька мова і література
- Європейські мови і література (цей відділ раніше називався «Англійська мова і література»; у 2008 році зміст і курси були перебудовані, і назву було змінено).

Факультет економіки та адміністративних наук
- Економіка
- Управління
- Політологія і міжнародні відносини

Факультет освіти
- Інформатика і освітні технології
- Педагогіка
- Іноземна мова
- Початкова освіта
- Середня школа, наука і математика

Інженерний факультет
- Хімічна інженерія
- Цивільне будівництво
- Комп'ютерна інженерія
- Електротехніка та електроніка
- Промислове інженерія
- Машинобудування

Школа прикладних дисциплін
- Управління інформаційними системами
- Міжнародна торгівля
- Адміністрація туризму

Школа іноземних мов
- Розширена англійська
- Англійська (підготовче відділення)
- Сучасні мови

## Видатні випускники й випускниці
- Ахмет Давутоглу — турецький державний діяч, дипломат. Міністр закордонних справ Туреччини.
- Йонет Джан Тезель — турецький дипломат. Надзвичайний і Повноважний Посол Турецької Республіки в Україні.
- Мурат Тамер — турецький дипломат. Генеральний консул Туреччини в Одесі.
- Хусейн Ергані — турецький дипломат. Генеральний консул Туреччини в Одесі.
- Дімітріс Кіцікіс — грецький тюрколог, поет, професор міжнародних відносин та геополітики в Оттавському університеті
- Фарук Гюль — професор факультету економіки Принстонського університету
- Ахмет Їлдиз — професор фізики і цитології в Каліфорнійському університеті Берклі
- Мухамет Їлдиз — професор економіки Массачусетського технологічного інституту
- Халук Ергін — асистент-професор економіки Каліфорнійського університету в Берклі
- Мурат Гюльсой — турецький письменник
- Саадет Аксой — турецька акторка
- Айлин Аслим — турецька співачка, акторка, феміністка, підтримує організацію Грінпіс
- Нурі Більге Джейлан — турецький кінорежисер, кінооператор, фотохудожник
- Гюлер Сабанджи — генеральний директор «Sabanci Holding»
- Фахріє Евлджен — турецька акторка, співачка, модель.
- Арзухан Ялчиндаг — турецька підприємиця, керівниця компанії «Доган Холдинг»
- Догуш Дер'я — північнокіпрська політична діячка